# Esposas de médicos
Esposas de médicos (Doctors' Wives) es una película norteamericana dirigida por Frank Borzage en 1931.	

## Argumento
La historia se centra en los problemas de un matrimonio, derivados de las sospechas, por parte de la mujer, de una infidelidad, cuando en realidad el Dr. Judson Penning (Warner Baxter) intenta librarse de una paciente. Ella decidirá vengarse con su mejor amigo.

## Reparto
- Warner Baxter como Dr. Judson Penning
- Joan Bennett como Nina Wyndram.
- Victor Varconi como Dr. Kane Ruyter
- Helene Millard como Vivian Crosby.
- Paul Porcasi como Dr. Calucci
- Cecilia Loftus como Tía Amelia.
- George Chandler como Dr. Roberts
- Violet Dunn como Lou Roberts.
- Ruth Warren como Charlotte.
- Louise Mackintosh como Sra. Kent
- John St. Polis como Dr. Mark Wyndram